# 金昭
金昭（1526年—？年），字懋卿，號霞峰，浙江温州府永嘉縣人，軍籍。

## 生平
治《詩經》，八月初八日生，行一，由國子生中式浙江鄉試第五十二名舉人，會試中式第二百二十二名。年三十五歲中式嘉靖四十四年乙丑科第三甲第一百零二名進士。礼部观政，本年八月授大理寺评事，隆慶元年（1567年）三月升寺副，二年五月升大理寺正，万历元年（1573年）七月復除大理寺，三年六月升瑞州知府，丁忧。八年正月调簡，九年二月致仕。

## 家族
曾祖金淘；祖金學；父金允，封寺副；母徐氏，封安人。具慶下，妻徐氏，弟德勝；德章，听选官；德賜，散官；德佐，庠生。